# Simply Acoustic
Simply Acoustic is een livealbum van Rick Wakeman.
Het album bevat een (gedeeltelijke) registratie van een concert dat Wakeman gaf in de Calvary Chapel, Costa Mesa (Californië) in maart 1998. Het origineel werd uitgegeven op videoband en daarvan is later deze audio compact disc geëxtraheerd. Wakeman was daar niet tevreden over, maar zijn leven was toen behoorlijk chaotisch, schreef hijzelf. Het is een soloconcert met alleen Rick Wakeman achter de piano.

## Tracklist
| Nr. | Titel                                         | Duur |
| --- | --------------------------------------------- | ---- |
| 1.  | A wish                                        | 1:15 |
| 2.  | A glimpse of heaven                           | 4:04 |
| 3.  | Catherine Howard                              | 7:35 |
| 4.  | Morning Has Broken                            | 3:18 |
| 5.  | Wondrous stories                              | 4:06 |
| 6.  | Chapel Hill                                   | 3:39 |
| 7.  | St Michael’s Isle                             | 3:40 |
| 8.  | Space Oddity (van David Bowie)                | 4:04 |
| 9.  | Life on Mars                                  | 3:14 |
| 10. | The meeting                                   | 2:10 |
| 11. | And you and I (van Close to the Edge van Yes) | 5:50 |
| 12. | Merlin the magician                           | 5:48 |
| 13. | Gone but not forgotten                        | 7:05 |